# Gwiazdka księżniczki łabędzi
Gwiazdka księżniczki łabędzi (ang. The Swan Princess Christmas) – amerykański film animowany z 2012 roku. Reżyserowany przez Richarda Richa. Jest to czwarty film z serii Księżniczka łabędzi. Podczas gdy trzy poprzednie filmy z serii były animowane za pomocą tradycyjnej animacji 2D, Gwiazdka Księżniczki łabędzi została stworzona w całości w animacji 3D CGI.

## Obsada
Źródło
- Laura Bailey (w napisach jako Elle Deets) jako księżniczka Odetta
  - Summer Eguchi jako księżniczka Odetta (śpiew)
- Yuri Lowenthal jako książę Derek
  - Michaelangelo jako książę Derek (śpiew)
- Jennifer Miller jako królowa Uberta
- Joseph Medrano jako Lord Rogers
- Sean Wright jako Rothbart
- David Lodge jako Dziewiąty i lokaj #1
- Catherine Lavine jako Bridget i wieśniaczka
- James Arrington jako szambelan
- Clayton James Mackay jako Jean-Bob
- Gardner Jaas jako Puffin
- Doug Stone jako Szybki i lokaj #2
- Joey Lotsko jako Bromley i lokaj #2
- Brian Nissen jako kucharz Ferdynand
- Maxine Blue jako żona drwala
- G.K. Bowes jako stróż
- Gabriela Miller jako dziewczynka
- Catherine Parks jako pokojówka
- Ashley Spain jako dziewczynka
- Joseph Van de Tacht jako chłopiec

## Wersja polska
Wersja polska: Start International Polska

Reżyseria: Anna Apostolakis

Dialogi polskie: Piotr Radziwiłowicz

Dźwięk i montaż: Jerzy Wierciński

Kierownictwo produkcji: Anna Krajewska

Wystąpili:
- Julia Kołakowska – Odetta
- Przemysław Wyszyński – Derek
- Przemysław Bluszcz – Rothbart
- Wojciech Paszkowski – Rogers
- Piotr Bajtlik – Dziewiąty
- Anna Sroka – Uberta
- Przemysław Stippa – Jean-Bob
- Anna Sztejner – Bridgit
- Krzysztof Szczerbiński – Puffin
- Jacek Król – Szybki
- Wojciech Chorąży – Bromley
- Paweł Ciołkosz – Szambelan

oraz:
- Mirosław Wieprzewski
- Marta Dylewska
- Marta Dobecka
- Sebastian Machalski
- Artur Pontek – kucharz Ferdynand
- Mikołaj Klimek

Lektor: Maciej Orłowski